# 新潟県道151号東柏崎停車場線
新潟県道151号東柏崎停車場線（にいがたけんどう151ごう ひがしかしわざきていしゃじょうせん）は、新潟県柏崎市内を通る一般県道である。

## 概要

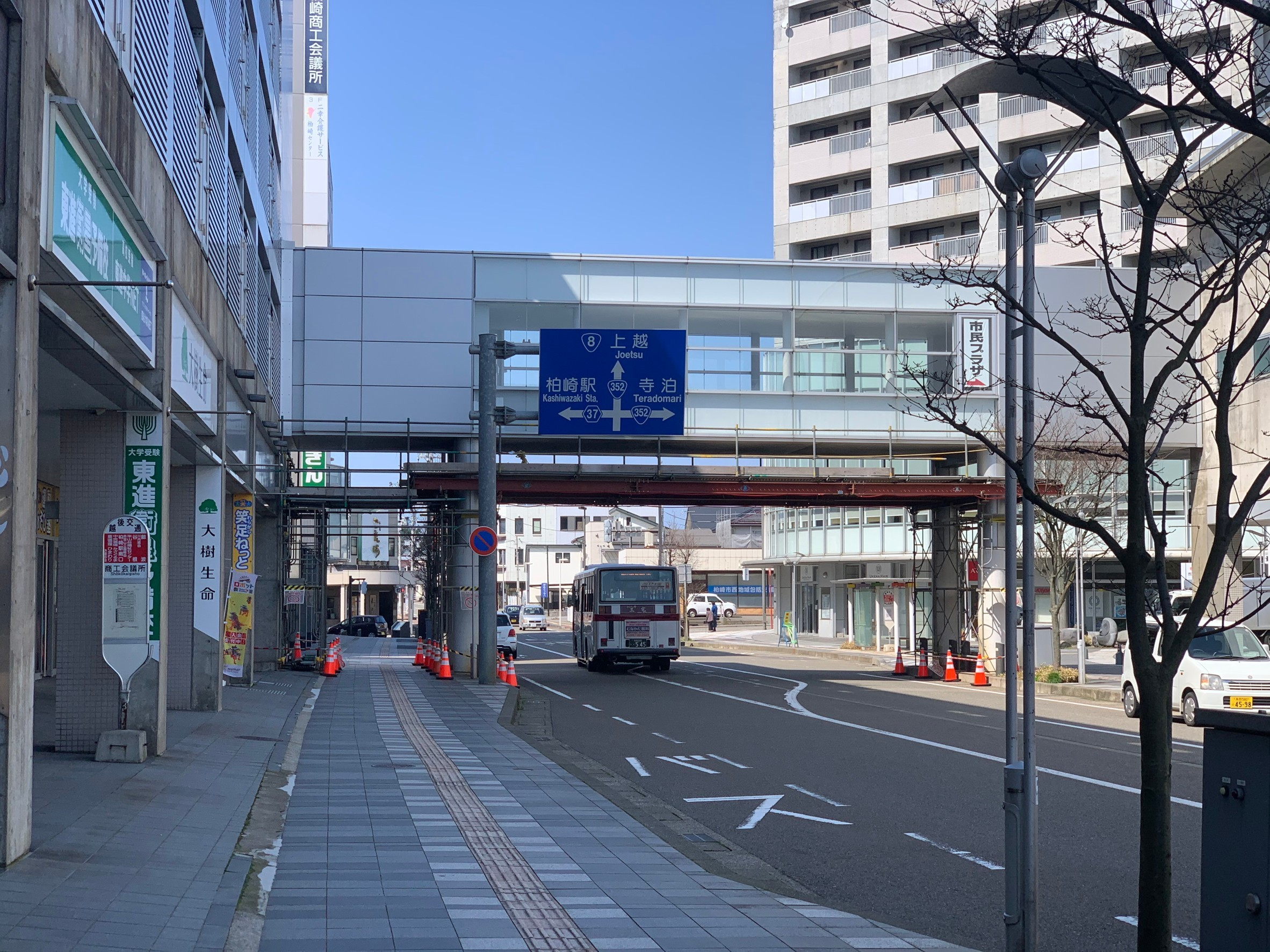
終点付近

### 路線データ
- 起点：東柏崎停車場（新潟県柏崎市小倉町字古見野）
- 終点：新潟県柏崎市東本町（国道352号・国道402号・国道460号・新潟県道37号柏崎停車場線・新潟県道369号黒部柏崎線交点）

## 地理

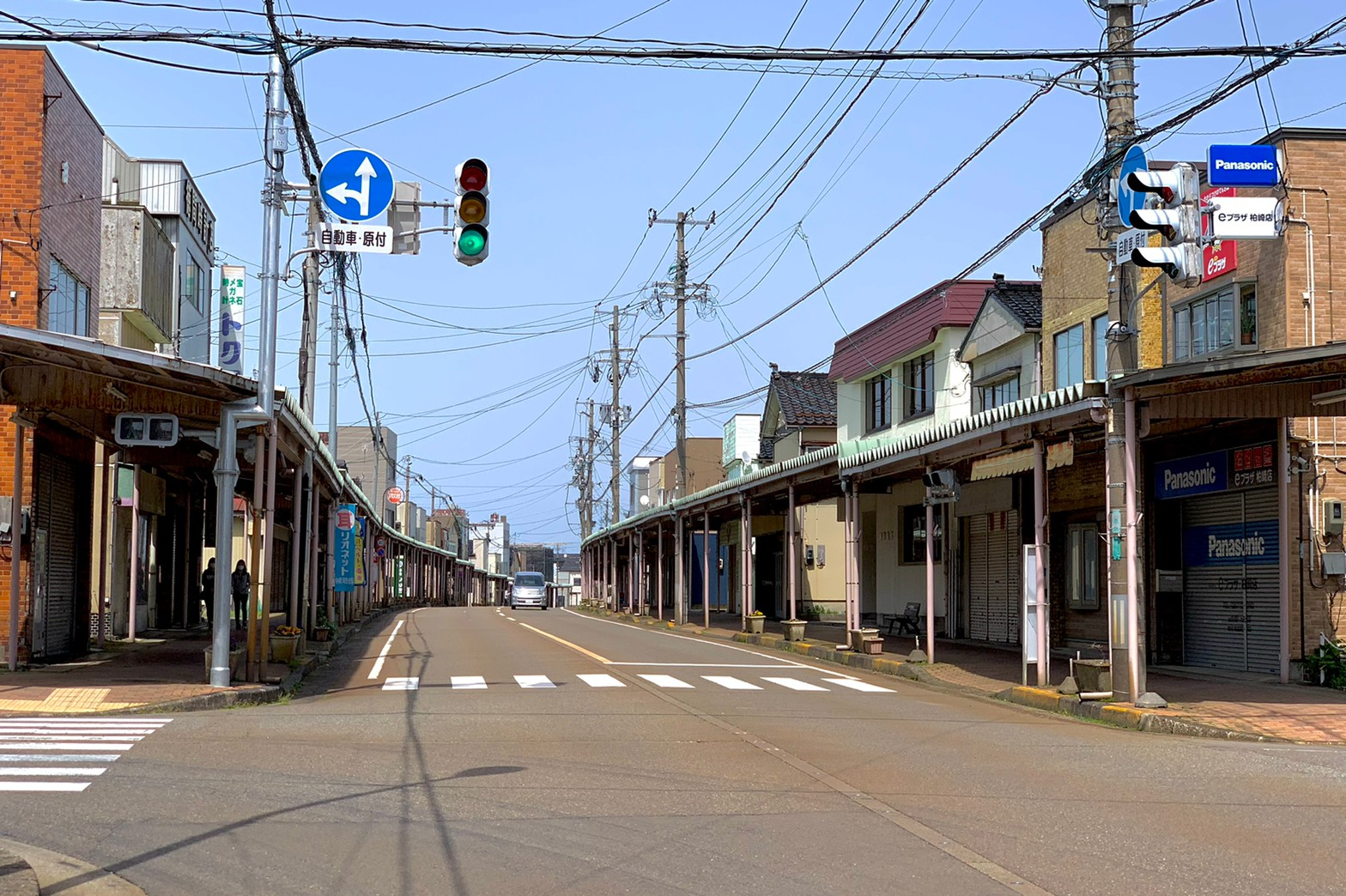
柏崎市諏訪町付近（諏訪町アーケード商店街）

### 通過する自治体
- 新潟県柏崎市

### 接続する道路
- 柏崎市道（起点：柏崎市小倉町字古見野、「東柏崎駅」西口）
- 新潟県道369号黒部柏崎線（諏訪町交差点 - 西本町（1丁目北）交差点（終点）で重複）
- 国道352号・国道402号・国道460号（北陸道）・新潟県道37号柏崎停車場線（終点：西本町（1丁目北）交差点）（「国道352号」・「国道402号」・「国道460号」重複区間）

### 周辺
- JR越後線
  - 東柏崎駅 - 柏崎駅
- JR信越本線
  - 柏崎駅
- 国税庁 関東信越国税局 柏崎税務署
- 新潟家庭裁判所 長岡支部 柏崎出張所
- 新潟県柏崎地域振興局・健康福祉部（柏崎保健所）
- 医療法人財団公仁会 柏崎中央病院
- 柏崎市役所 本庁舎・教育分館・第二分館
- 新潟県立柏崎常盤高等学校
- 新潟県立柏崎高等学校
- 新潟県立柏崎工業高等学校
- 柏崎市立第二中学校
- 柏崎市立第一中学校
- 柏崎市立柏崎小学校
- 第四北越銀行 柏崎支店
- 柏崎信用金庫 諏訪町支店
- 新潟県労働金庫 柏崎支店
- 柏崎諏訪郵便局
- 柏崎東本町郵便局
- イトーヨーカドー丸大 柏崎店
- 柏崎ショッピングモール フォンジェ
  - クスリのコダマ 柏崎フォンジェ店
- クスリのアオキ 新花町店
- 新潟県立柏崎アクアパーク
- 柏崎市陸上競技場
- 柏崎中央海水浴場